# 128627 Ottmarsheim
128627 Ottmarsheim este un asteroid din centura principală.

## Descoperirea asteroidului
Asteroidul 128627 Ottmarsheim a fost descoperit de astronoma amatoare franceză Claudine Rinner, la Ottmarsheim, la data de 6 septembrie 2004.

## Caracteristici
Asteroidul prezintă o orbită caracterizată de o semiaxă majoră egală cu 3,2027892 u.a. și de o excentricitate de 0,1396184, înclinată cu 4,59754° în raport cu ecliptica.

## Denumirea asteroidului
Asteroidul a primit numele 128627 Ottmarsheim, în onoarea localității Ottmarsheim, din Alsacia (Franța), în care astronoma amatoare Claudine Rinner a făcut descoperirea.